# Sara Hossain
Sara Hossain es abogada en ejercicio en la Corte Suprema de Bangladés desde 1992. Trabaja principalmente en las áreas de derecho constitucional, de interés público y de familia. Es socia del bufete de abogados "Dr. Kamal Hossain and Associates". Actualmente se desempeña su labor como Directora Honoraria del "Bangladesh Legal Aid and Service Trust" (BLAST). Es miembro de la organización de derechos humanos con sede en Daca "Ain o Salish Kendra" y miembro del cuerpo asesor de BANDHU. Internacionalmente, Sara es miembro del Comité de Derechos Humanos de la Asociación de Derecho Internacional (ILA) y miembro del Comité Asesor de la Coalición Internacional de Mujeres sobre Justicia de Género (WICG). Ha trabajado como miembro de la Junta del Fondo de Mujeres del Sur de Asia (SAWF) y como encargada de la Comisión Internacional de Juristas (CIJ).

## Educación y trabajo
Sara es hija de Hameeda Hossain, una activista por los derechos humanos y académica de Bangladés, y de Kamal Hossain, abogado y político de Bangladés y director del bufete de abogados "Kamal Hossain & Associates" del que Sara es socia.
Estudió en la escuela "Wadham College" de la Universidad de Oxford, donde obtuvo la licenciatura con honores en 1988, para después recalar en el Colegio de Abogados de Middle Temple (1989). En 1992 se inscribió en la División del Tribunal de la Corte Suprema de Bangladés. A partir de 2003 ejerció como abogada en la Corte Suprema de Bangladés, principalmente en las áreas de derecho constitucional, el derecho de interés público y el derecho de familia (incluido el derecho personal musulmán) En 2008, se unió como abogada a la División de Apelaciones de la Corte Suprema de Bangladés.
Además de ser socia del bufete de abogados "Kamal Hossain & Associates", desempeña un puesto como Directora Ejecutiva Honorario de BLAST ("Bangladesh Legal Aid and Services Trust", Fideicomiso de Servicios y Asistencia Legal de Bangladés). También es miembro de "Ain o Salish Kendra" (ASK), del Comité de Derechos Humanos de la Asociación de Derecho Internacional (ILA), del Comité Asesor de la Coalición Internacional de Mujeres sobre Justicia de Género (WICG) y trabajó por un periodo como encargada de la Comisión Internacional de Juristas (CIJ). Anteriormente había dirigido el Programa de Asia del Sur en INTERIGHTS, de 1997 a 2003, y fue miembro fundador de la Junta del Fondo de Mujeres de Asia del Sur (SAWF). Participó en el apoyo a los litigios de derechos humanos ante los tribunales nacionales e internacionales, incluidos el Tribunal Europeo de Derechos Humanos y la Comisión Interamericana de Derechos Humanos y el Comité de Derechos Humanos sobre el uso del derecho internacional y comparativo de derechos humanos. Trabajó también en un estudio de varios países sobre crímenes de honor con el Centro de Derecho Islámico y del Medio Oriente en SOAS.
Ha desempeñado un papel clave en la redacción de la primera legislación integral de su país sobre la violencia contra las mujeres, que se convertiría en ley en 2010. También ha presentado casos emblemáticos que desafían prácticas como el velo forzado, el uso de fetuas para imponer castigos degradantes a las mujeres y niñas, y el uso de procedimientos no médicos para juzgar la virginidad de una mujer en casos de violación y agresión sexual. Este valor e integridad le han hecho ganarse la confianza de sus clientes y el respeto de las personas defensoras de los derechos humanos en todo el mundo. Ha conseguido sentencias significativas con respecto al derecho a no sufrir desalojos forzosos, al habeas corpus, a la igualdad de género (participación política de las mujeres en el gobierno local, por ejemplo), a la libertad de asociación (de ONG) o al derecho a voto.
En julio de 2018, el Consejo de Derechos Humanos de las Naciones Unidas nombró a Hossain como copresidenta (junto con David Crane y Kaari Betty Murungi) de una comisión de investigación sobre el asesinato de al menos 140 personas de Palestina por parte del ejército israelí.

## Organizaciones
- Desempeña un puesto como Directora Ejecutiva Honorario de BLAST ("Bangladesh Legal Aid and Services Trust", Fideicomiso de Servicios y Asistencia Legal de Bangladés).
- Miembro de "Ain o Salish Kendra" (ASK).
- Miembro del Comité de Derechos Humanos de la Asociación de Derecho Internacional (ILA).
- Miemgro del Comité Asesor de la Coalición Internacional de Mujeres sobre Justicia de Género (WICG).
- Traabajó como engargada comisionada de la Comisión Internacional de Juristas (CIJ).
- Dirigió el Programa de Asia del Sur en INTERIGHTS, de 1997 a 2003.
- Miembro fundador de la Junta del Fondo de Mujeres de Asia del Sur (SAWF).[3]

## Premios y logros
- En 2008, fue nombrada "Asia 21 Fellow" por la sociedad "The Asia Society".[8]
- En 2008, fue nombrada "Joven Líder Global" por el Foro Económico Mundial.[9]
- En 2016,  fue galardonada con el Premio Internacional de Mujeres Coraje por el Secretario de Estado de los Estados Unidos, John Kerry por " empoderar a las mujeres y niñas y dar voz a las personas que no tienen voz en Bangladés a través de su incesante defensa legal".[10]